# Acroceratitis clavifera
Acroceratitis clavifera är en tvåvingeart som först beskrevs av Erich Martin Hering 1938. Acroceratitis clavifera ingår i släktet Acroceratitis och familjen borrflugor.
Artens utbredningsområde är Myanmar. Inga underarter finns listade i Catalogue of Life.